# Bendixtrofén
Bendixtrofén (Bendix Trophy) var priset i en amerikansk transkontinental flygtävling arrangerad av Vincent Bendix och som genomfördes mellan 1931 och 1962.
Tävlingarna inleddes 1931 när Vincent Bendix och hans företag Bendix Corporation satte upp en deltävling i National Air Races. Segraren som genomförde den snabbaste transkontinentala flygningen fick en statyett och 15 000 dollar. 
Tävlingens syfte var att förmå flygplanskonstruktörerna att konstruera snabbare och säkrare flygplan. Tävlingsträckan har genom åren varit med start i Burbank Kalifornien och mål i Cleveland i Ohio med undantag för två år då startplatsen var New York och målgången skedde i Los Angeles. 
Första tävlingen vanns av James Harold Doolittle. Amelia Earhart var den första kvinnliga deltagaren och hon slutade på femte plats 1935. Louise Thaden blev första kvinna att 1936 vinna tävlingen tillsammans med sin copilot Blanche Noyes  med Laura Ingalls på andraplatsen. Paul Mantz är den enda piloten som vunnit tävlingen tre år i rad. 
Under tävlingens historia har bara ett enda flygplan konstruerats speciellt för tävlingen, Ben Howard och Gordon Israel konstruerade inför tävlingarna 1936 sin DGA-6. 
När jetflygplanen introducerades påi mitten på 1940-talet infördes även en klass för sådana. På grund av andra världskriget genomfördes inga tävlingar 1940-1945. Man gjorde även uppehåll på 1950-talet på grund av Koreakriget. Sista tävlingen genomfördes 1962, eftersom intresset för flygtävlingar minskat. Originalstatyetten donerades 1985 till Smithsonian Institution av Cliff Henderson och den finns idag utställd på National Air and Space Museum i Washington, D.C.. När AlliedSignal övertog Bendix Corporation återupprättades trofén som en flygsäkerhetsutmärkelse under namnet Honeywell Bendixtrofén.

## Propellerflygplan
Årtal, sträcka, pilot, flygplanstyp och flygtid
- 1931 Burbank-Cleveland James H. Doolittle Super Solution 09:10.21,0
- 1932 Burbank-Cleveland Jasper H. Haizlip WW-44 08:19.45,0
- 1933 New York-Los Angeles Roscoe Turner WW-44 11:30.00,0
- 1934 Los Angeles-Cleveland Doug Davis WW-44 09:26.41,0
- 1935 New York-Los Angeles Ben Howard DGA-6 08:33.16,3
- 1936 New York Los-Angeles Louise Thaden och Blanche Noyes C-17R 14:55.01,0
- 1937 Los Angeles-Cleveland Frank W. Fuller Jr. P-35 07:54.26,3
- 1938 Los Angeles-Cleveland Jacqueline Cochran P-35 08:10.31,4
- 1939 Los Angeles-Cleveland Frank W. Fuller, Jr. P-35 07:14.19,0
- 1946 Los Angeles-Cleveland Paul Mantz P-51 04:43.14,0
- 1947 Los Angeles-Cleveland Paul Mantz P-51 04:26.57,4
- 1948 Los Angeles-Cleveland Paul Mantz P-51 04:33.48,7
- 1949 Rosamond Dry Lake-Cleveland Joe DeBona F-51 04:16.17,5

## Jetflygplan
Årtal, sträcka, pilot, flygplanstyp och flygtid
- 1946 Van Nuys-Cleveland Leon W. Gray F/P-80A 04:08.00,0
- 1947 Van Nuys-Cleveland Leon W. Gray F/P-80A 04:02.00,0
- 1948 Van Nuys-Cleveland F. E. Brown FJ-1 04:11.00,0
- 1949 Van Nuys-Cleveland Vernon A. Ford F-84E 03:45.51,0
- 1951 Muroc Field-Detroit Keith Compton F-86A 03:27.00,0
- 1953 Muroc Field-Detroit William Whisner, Jr. F-86F 03:05.25,0
- 1954 Edward D. Kenny F-84F 03:01.56,0
- 1955 Victorville-Philadelphia Carlos M. Talbott F-100C
- 1956 George Air Force Base-Tinker Air Force Base Manuel Fernandez, Jr. F-100C
- 1957 Chicago-Andrews Air Force Base Kenneth Chandler F-102A 02:54.45,0
- 1961 Los Angeles-New York Richard F. Gordon, Jr. och Bobbie R. Young F-4H 02:47.00,0
- 1962 Los Angeles-New York Robert G. Sowers, Robert MacDonald och John T. Walton B-58A 02:00.56,8